# Pericoma coei
Pericoma coei és una espècie d'insecte dípter pertanyent a la família dels psicòdids que es troba a Àsia: el Nepal.